# Melica mutica
Melica mutica là một loài thực vật có hoa trong họ Hòa thảo. Loài này được Walter mô tả khoa học đầu tiên năm 1788.
Loài này mọc ở miền đông nam Hoa Kỳ. Đây là loài cây lâu năm và caespitose với thân rễ dài. Các cọng dài là 45–100 cm